# Euceraphis papyrifericola
Euceraphis papyrifericola är en insektsart som beskrevs av Frederick Frost Blackman 2002. Euceraphis papyrifericola ingår i släktet Euceraphis och familjen långrörsbladlöss. Inga underarter finns listade i Catalogue of Life.